# Wade (Mississippi)
Wade is een plaats (census-designated place) in de Amerikaanse staat Mississippi, en valt bestuurlijk gezien onder Jackson County.

## Demografie
Bij de volkstelling in 2000 werd het aantal inwoners vastgesteld op 491.

## Geografie
Volgens het United States Census Bureau beslaat de plaats een oppervlakte van
11,4 km², waarvan 11,3 km² land en 0,1 km² water.

## Plaatsen in de nabije omgeving
De onderstaande figuur toont nabijgelegen plaatsen in een straal van 20 km rond Wade.